# 김영조 (연출가)
김영조(1973년 ~ )는 KBS 드라마본부의 프로듀서이다.

## 학력
- 서강대학교 국어국문학과 학사

## 경력
- KBS 드라마본부 PD
- KBS TV제작본부 드라마운영팀장
- KBS 드라마본부 편성기획팀장 (부장급)
- KBS 콘텐츠전략본부 드라마센터장 (본부장급)
- KBS 콘텐츠전략본부 드라마센터 CP

## 작품 활동
| 제작년도 | 방송 | 제목              | 역할         | 비고 |
| -------- | ---- | ----------------- | ------------ | ---- |
| 2010     | KBS2 | 신데렐라 언니     | 연출         |      |
| 2015     | KBS1 | 징비록            | 연출         |      |
| 2016     | KBS1 | 장영실            | 연출         |      |
| 2016     | KBS2 | 오 마이 금비      | 연출         |      |
| 2019     | KBS2 | 99억의 여자       | 연출         |      |
| 2023     | KBS2 | 효심이네 각자도생 | 편성 기획    |      |
| 2024     | KBS2 | 환상연가          | 책임프로듀서 |      |
| 2024     | KBS1 | 수지맞은 우리     | 책임프로듀서 |      |
| 2024     | KBS1 | 결혼하자 맹꽁아!  | 책임프로듀서 |      |